# Versöhnungskirche Rattey

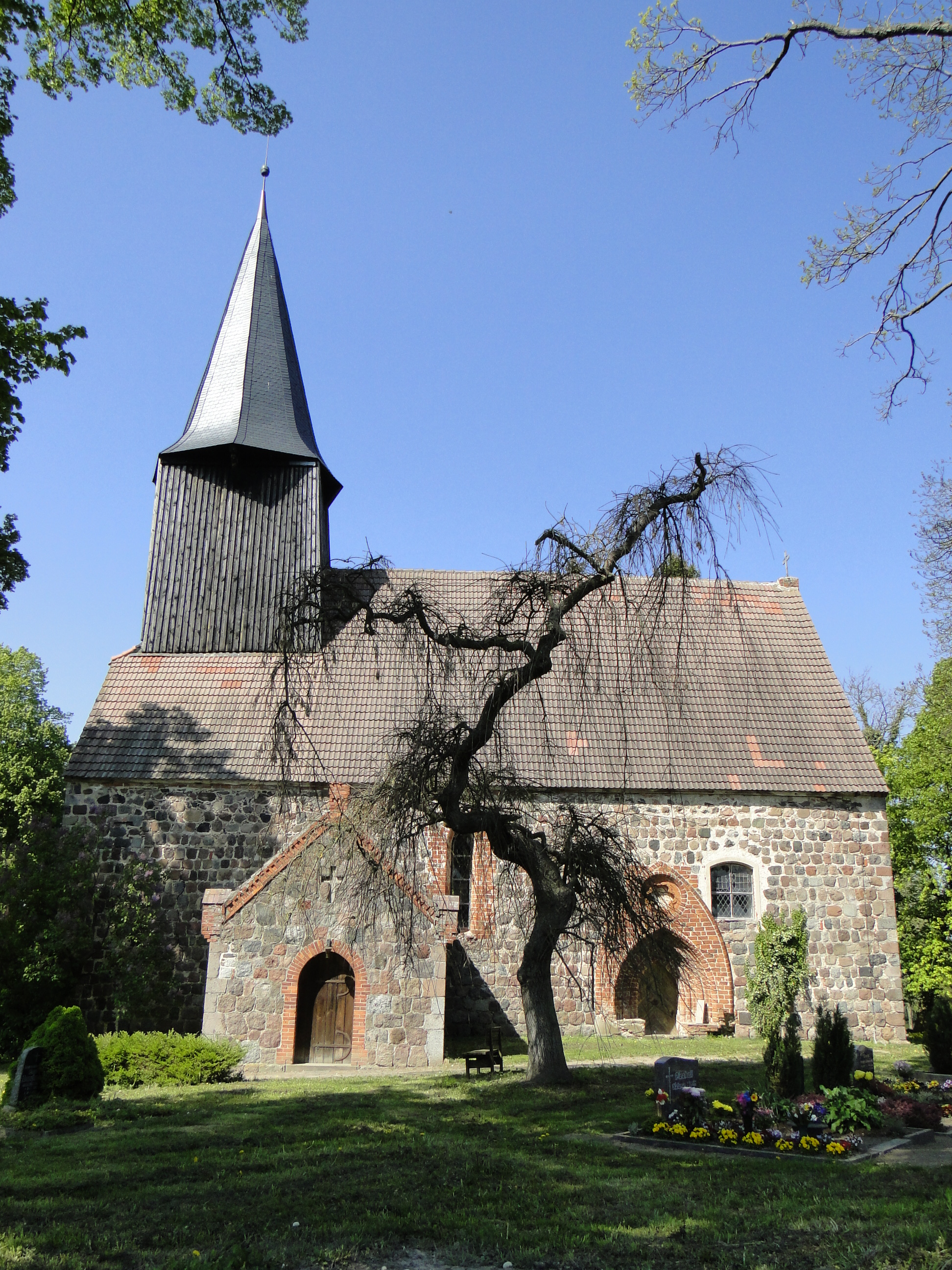
Dorfkirche Rattey

Die evangelisch-lutherische Versöhnungskirche ist ein denkmalgeschütztes Kirchengebäude in Rattey, einem Ortsteil von Schönbeck im Landkreis Mecklenburgische Seenplatte (Mecklenburg-Vorpommern). Sie gehört zur Ev.-Luth. Kirchengemeinde Kublank in der Propstei Neustrelitz in der Evangelisch-Lutherischen Kirche in Norddeutschland. Das Gebäude steht inmitten eines von einer Feldsteinmauer umfriedeten Friedhofes, an dessen Nordseite sich die Grabstelle eines unbekannten Soldaten aus dem Zweiten Weltkrieg befindet.

## Ortsgeschichte
Am 24. Juni 1298 wurde Rattey erstmals urkundlich erwähnt, als Markgraf Albrecht von Brandenburg dem nahe gelegenen Kloster Wanzka eine Hebung aus Ratey schenkte. Bereits 1320 hatte die Familie von Manteuffel dort Besitz, den sie nach und nach ausdehnen konnte. Der Streit um die Wiedereinlösung von Pfandgütern mit Joachim von Manteuffel auf Rattey im damaligen Amt Stargard wurde 1621 von der Juristen-Fakultät Helmstedt bearbeitet.
1690 wurde Oberstleutnant Georg Henning von Oertzen a. d. Hause Helpt von Herzog Gustav Adolf von Mecklenburg-Güstrow mit Rattey für den Fall belehnt, dass die von Manteuffel aussterben. Hieraus entwickelten sich Streitigkeiten, die sich 85 Jahre hinzogen. So kam erst 1775 Viktor Wilhelm von Oertzen in den unangefochtenen Besitz von Rattey. Erwähnt werden sollte auch der Vizelandmarschall und Kammerherr Adolf von Oertzen († 1869) mit seiner Gemahlin Bertha, geb. von Pentz. Sie stifteten 1851 das Rettungshaus Bethanien, welches 1872 als eine Anstalt der Inneren Mission nach Neubrandenburg verlegt wurde.
Im Besitz seiner Nachkommen verblieb Rattey bis 1945.
Rattey war im Mittelalter ein selbständiges Kirchspiel. 1541 von Brohm aus versorgt, war es ab 1664 ein Filial von Badresch.

## Baugeschichte

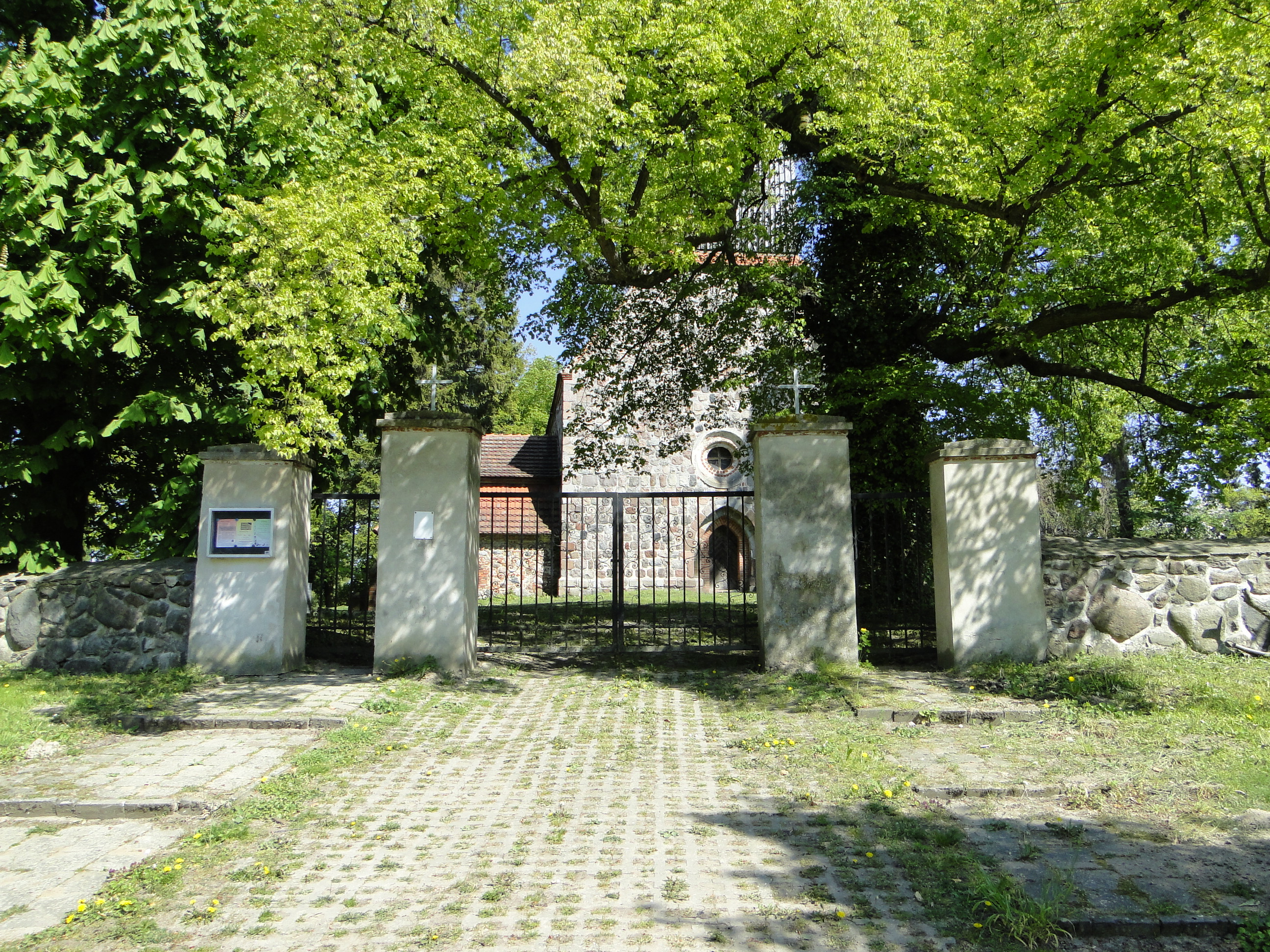
Eingangstor

Der frühgotische Feldsteinbau wurde in der zweiten Hälfte des 13. Jahrhunderts errichtet, der hölzerne Turmaufsatz Mitte des 16. Jahrhunderts. Das Dachwerk des Schiffs wurde 1581 erneuert.  Für die an der nördlichen Westseite im 15. Jahrhundert angebaute Gerberkammer entstand im 18. Jahrhundert der Gruftanbau aus Feldsteinen und mit einem Mansarddach.

## Baubeschreibung
Der Kirchenraum ist ein flach gedeckter Saal. Das Stufengewände des Westportals besteht aus Granitquadern. Die beiden Südportale und alle Fenster sind in Backstein gefasst.

### Das Äußere
Auf der westlichen Seite baute man aus dem Kirchendach einen mit quadratischem Schaft und Bretterschalung geböschte Turm heraus. Der achtseitige, mit Schiefer eingedeckte Pyramidenhelm ist nach mittelalterlicher Art mit übereck gestellten Seiten übergesetzt, so das Konsolen über der Mitte der Quadratseiten die vier überstehenden Ecken des Helmes stützen.
Das Dachtragwerk des mit Tonziegeln eingedeckte Satteldach wird von einem stehenden Kehlbalkendachstuhl getragen.
Der sich an der Westwand der Feldsteinkirche befindende Eingang ist als spitzbogiges zweifach mit Granitsteinen abgetrepptes Rücksprungsportal ausgebildet worden. Über dem Portal befindet sich noch ein mit Dreiviertelrundstab eingefasstes Kreisfenster. An der Ostwand ist ein breites, spitzbogiges mit vierfach abgestufter Backsteinprofilierung als Rundstab, Hohlkehle und Birnstab zeigend vorhanden. Der überputzte Giebeldreieck wurde mit fünf schmalen, wachsenden Blendnischen mit Spitzbogen belebt.
Auch die beiden Portale an der Südseite, die Laienpforte und die Priesterpforte, sind reich mit Backsteinen profiliert und einen halben Stein vor die Feldsteinmauerflucht vorgesetzt. Die Priesterpforte hat eine etwas breitere, mit Halbkreis-Wulst ansetzende Vorlage, welche mit einem auffällig tief ansetzenden Spitzbogen umrahmt ist. Im darüber liegenden Mauerwerksspitzbogen des Portals befindet sich eine kreisförmige Blendnische mit sechspassigem Maßwerk. Gleiche Formsteine findet man am Südportal des Havelberger Domes.
An Fenstern hat das erste Gewölbejoch jederseits ein schlankes Schlitzfenster mit abgeschrägter, gerader Laibung. Im östlichen Gewölbejoch befinden sich beidseitig je ein barock vorbereitetes, flachbogiges Holzfenster mit verbleitem Rautenglas.

### Das Innere
Im Innern ist das Kirchenschiff in zwei rechteckige Gewölbefelder aufgeteilt.
Die Turmhalle ist durch einen weiten Bogen zum Saal hin geöffnet, der mit Schildbögen für zwei Gewölbejoche vorbereitet wurde.
Die Gewölbe sind wahrscheinlich nicht zur Ausführung gekommen. Heute ist eine gerade, verschalte Balkendecke vorhanden.

## Ausstattung
- Der Schnitzaltar vom Anfang des 16. Jahrhunderts gilt als bedeutend. Die Rückwand wird von einem holzgeschnitzten Schrein gebildet, vermutlich gleichzeitig mit der Kanzel entstanden. Im horizontal unterteilten Schrein ist oben eine apokalyptische Madonna als Himmelskönigin mit Engeln auf Strahlenhintergrund zu sehen. Die niedrigere untere Hälfte enthält die Gruppe Anna Selbdritt, rechts der die Harfe spielende König David und links ein Bischof. Fünf der Reliefs in den Flügeln zeigen Szenen aus der Weihnachtsgeschichte, ein verlorenes Relief wurde unten rechts durch ein anderes mit drei Heiligenfiguren ersetzt. Ein bartloser mit einem Buche in der linken Hand, ein vollbärtiger Bischof in großer Amtstracht, in der linken Hand einen Stab führend. Der dritte, barhäuptig, vollbärtig, liest schreitend in einem Buch, das er in der rechten Hand trägt. Wahrscheinlich gehörten diese drei Heiligen  nicht zur ursprünglichen Anlage. Das Gemälde in der Predella zeigt die fünf klugen und die fünf törichten Jungfrauen. Die Umrahmung dieses Schreins wie der obere Aufsatz stammen aus dem Anfang des 18. Jahrhunderts.
- Die schlichte Holzkanzel zeigt Renaissancestil und ist vom Anfang des 17. Jahrhunderts. der hohe, schlanke, achteckige Rumpf steht auf einem gedrungenen Pfeiler mit kelchartig gebauchtem Übergangsglied. Der Rumpf ist an den Ecken mit zusammengewachsenen, kannelierten Pilastern auf hohen Postamenten besetzt. Das Profil der Basis ist um den ganzen Kanzelkörper herumgeführt. Der Deckel wird getragen von einer Rückwand mit Wappen als Bogenfüllung. Die Inschrift lautet: Otto von Manteuffel und Elsbet Lindstaedt Haben diese Kanzel Bauen lassen. Der Aufgang und der Schalldeckel sind Arbeiten vom Anfang des 18. Jahrhunderts.
- Die Altarbrüstung und das Gestühl wurden wohl im 18. Jahrhundert eingebaut.[8]
- Die Orgel ist ein Werk von Carl August Buchholz aus dem Jahr 1836 mit sieben Registern auf einem Manual und Pedal.[9]

### Gedruckte Quellen
- Mecklenburgisches Urkundenbuch (MUB)

### Ungedruckte Quellen
- Landeshauptarchiv Schwerin (LHAS)
  - LHAS 4.11-8 Mecklenburg-Strelitzsches Konsistorium Nr. 1144 Rattey 1665–1700.
  - LHAS 5.12-4/3 Ministerium für Landwirtschaft, Domänen und Forsten, Abt. Siedlungsamt Nr. 2725–2729.
  - LHAS 9.1-1 Reichskammergericht 1495–1806. Nr. 1093, 1110.
- Landeskirchliches Archiv Schwerin (LKAS)
  - LKAS, OKR Schwerin, Specialia, Abt. 4. Nr. 648 Rattey
  - LKAS, Mecklenburg-Strelitzesches Ministerium, Abt. Finanzen, Unterabteilung für Hochbauten, Patronatsbauakten 1799–1905.